# Lovers on the Sun
Singles de David Guetta
Blast Off
(2014) Dangerous
(2014)
Singles par Sam Martin
All These Roads
(2013) Unbreakable
(2014)
Lovers on the Sun est une chanson de David Guetta, avec la participation vocale de Sam Martin. Elle a été dévoilée le 30 juin 2014 au format numérique, sous la forme d’un maxi et est, de plus, le premier extrait de son sixième album studio, intitulé Listen. Lovers on the Sun est écrit par Guetta, Sam Martin, Fred Rister, Giorgio Tuinfort, Jason Evigan, Michael Einziger ainsi que par Avicii et produit par Guetta, Avicii, Rister et Tuinfort, avec une production supplémentaire fournie par l'équipe de production italienne de musique house, Daddy's Groove. Tout comme les autres chansons de Guetta publiées durant la même période, celle-ci puise son inspiration à travers les musiques de film et le sous-genre western spaghetti. Depuis sa parution, le single a réussi à atteindre les sommets des hit-parades anglais, allemands, autrichiens et finlandais, ainsi que les tops 40 de la plupart des pays où il a été classé. Il a également été certifié disque d’argent au Royaume-Uni, disque d’or au Danemark et disque de platine en Australie et en Italie, où les ventes du single se sont écoulées à plus de 200 000, 1 300 000, 70 000 et 30 000 exemplaires physiques et numériques, respectivement. Le groupe britannique de rock alternatif, Mallory Knox, a repris le morceau lors de son passage dans l’émission radiophonique Live Lounge en septembre 2014, retransmise en direct sur la station BBC Radio 1.

## Accueil critique
La chaîne de télévision britannique 4Music, a fait l’éloge de la « double puissance du disc jockey » contenue dans la chanson (sous-entendu Guetta et Avicii, qui a coécrit et coproduit le morceau) et a suggéré qu’un « grand succès lui est amplement mérité ».

## Vidéoclip
Une lyric video a été produite pour illustrer le morceau, puis dévoilée le 30 juin 2014. Celle-ci incorpore un thème Western, similaire à celle du titre Shot Me Down mais conçu au format réaliste au lieu de comics. En outre, un clip vidéo officiel, qui a été tourné au début du mois de juillet, a été publié le 12 août 2014. Incorporant une nouvelle fois un thème Western, il a été réalisé par Marc Klasfeld et met en vedette Ray Liotta qui joue le rôle d’un vilain, lui font face en tant que héros Jamie Gray Hyder "the Sexy" et Andrew Keegan "the Good". Le site web Idolator a indiqué que le clip était « rafraîchissant », avec des « effets spéciaux remplis d’extravagance ».

## Interprétations en direct
Le morceau a été joué en direct par Guetta le 20 juillet 2014, sur la scène du festival Tomorrowland à Boom, en Belgique.

## Liste des formats et éditions
| 1. | Lovers on the Sun (featuring Sam Martin) | 3:23 |

| 1. | Lovers on the Sun (featuring Sam Martin) | 5:53 |

| 1. | Lovers on the Sun (featuring Sam Martin) (Stadiumx remix)    | 6:00 |
| 2. | Lovers on the Sun (featuring Sam Martin) (Showtek remix)     | 4:53 |
| 3. | Lovers on the Sun (featuring Sam Martin) (Blasterjaxx remix) | 5:43 |
| 4. | Lovers on the Sun (featuring Sam Martin) (version élargie)   | 5:55 |

| 1. | Lovers on the Sun (featuring Sam Martin)                   | 3:23 |
| 2. | Lovers on the Sun (featuring Sam Martin) (version élargie) | 5:55 |

| 1. | Lovers on the Sun (featuring Sam Martin)                     | 3:23 |
| 2. | Blast Off (David Guetta et Kaz James) (format radio)         | 3:07 |
| 3. | Bad (David Guetta et Showtek featuring Vassy) (format radio) | 2:50 |
| 4. | Shot Me Down (featuring Skylar Grey) (format radio)          | 3:11 |

## Classements, certifications et successions
| Classement (2014)                       | Meilleure position |
| --------------------------------------- | ------------------ |
| Afrique du Sud (EMA)                    | 10                 |
| Allemagne (Media Control AG)            | 1                  |
| Australie (ARIA)                        | 2                  |
| Autriche (Ö3 Austria Top 40)            | 1                  |
| Belgique (Flandre Ultratop 50 Singles)  | 4                  |
| Belgique (Flandre Ultratop Dance)       | 9                  |
| Belgique (Wallonie Ultratop 50 Singles) | 5                  |
| Belgique (Wallonie Ultratop Dance)      | 4                  |
| Canada (Hot 100)                        | 51                 |
| Danemark (Tracklisten)                  | 11                 |
| Écosse (Scottish Singles Top 40)        | 1                  |
| Espagne (PROMUSICAE)                    | 7                  |
| États-Unis (Hot 100)                    | 32                 |
| États-Unis (Dance Club Songs)           | 3                  |
| Finlande (Suomen virallinen lista)      | 1                  |
| France (SNEP)                           | 5                  |
| Hongrie (Rádiós Top 40)                 | 2                  |
| Hongrie (Dance Top 40)                  | 2                  |
| Hongrie (Single Top 40)                 | 3                  |
| Inde (IMI)                              | 2                  |
| Irlande (IRMA)                          | 3                  |
| Israël (Media Forest)                   | 2                  |
| Italie (FIMI)                           | 4                  |
| Japon (Japan Hot 100)                   | 89                 |
| Norvège (VG-lista)                      | 4                  |
| Nouvelle-Zélande (RMNZ)                 | 25                 |
| Pays-Bas (Nederlandse Top 40)           | 12                 |
| Pays-Bas (Single Top 100)               | 16                 |
| Pologne (ZPAV)                          | 3                  |
| Pologne (Dance Top 50)                  | 3                  |
| Slovaquie (IFPI Rádio)                  | 7                  |
| Suède (Sverigetopplistan)               | 6                  |
| Suisse (Schweizer Hitparade)            | 2                  |
| Tchéquie (IFPI Rádio)                   | 3                  |
| Royaume-Uni (UK Singles Chart)          | 1                  |
| Royaume-Uni (UK Dance Chart)            | 1                  |

| Pays                     | Certification | Ventes et expéditions            |
| ------------------------ | ------------- | -------------------------------- |
| Australie (ARIA)         | Platine       | 70 000 exemplaires               |
| Danemark (IFPI Danemark) | Platine       | 2 600 000 exemplaires numériques |
| Espagne (Promusicae)     | Or            | 4 000 000 exemplaires            |
| Italie (FIMI)            | Platine       | 30 000 exemplaires               |
| Royaume-Uni (BPI)        | Argent        | 200 000 exemplaires              |
| Suisse (IFPI Suisse)     | Or            | 15 000 exemplaires               |

## Historique de sortie
| Pays        | Date(s)                   | Format(s)                | Label(s)                 |
| ----------- | ------------------------- | ------------------------ | ------------------------ |
| France      | 30 juin 2014 (maxi)       | Téléchargement numérique | What A Music, Parlophone |
| France      | 21 juillet 2014 (remixes) | Téléchargement numérique | What A Music, Parlophone |
| Allemagne   | 1er août 2014             | CD single                | What A Music, Parlophone |
| Royaume-Uni | 17 août 2014              | Téléchargement numérique | What A Music, Parlophone |